# 変態怪談 し放題され放題
『変態怪談 し放題され放題』（へんたいかいだん しほうだいされほうだい）は、山内大輔監督の日本映画。2019年8月16日に成人映画として公開。海外タイトルは『The Kindhearted Man』。2019年版はR-18指定。海外編集版はR-15指定。海外編集版の日本国内上映タイトルは『やさしい男』。

## 概要
2019年8月16日公開。2020年7月、濡れ場を一部カットし、カットを追加した『The Kindhearted Man』のタイトルでプチョン国際ファンタスティック映画祭2020・World Fantastic Red部門での上映を発表。
並木塔子は本作の演技などが評価され2020年開催、ピンク映画ベストテン2019で助演女優賞を受賞。
2020年10月の「OP PICTURES+フェス2020」ではR15+指定作品に再編集され『やさしい男 ＜インターナショナル・バージョン＞』のタイトルで上映される。
2021年8月4日、スターボードより『やさしい男 女淫霊いわく憑き物件』としてDVDパッケージ作品が発売。

## ストーリー
不動産業者の江口は、客の希望で中古物件の内部見学案内を行った。内見を終えた後、不気味な霊と出会い、怪奇現象にも襲われる。社に戻ると周囲から江口は実はそこが強盗にカップルが殺害された事故物件であったことを知らされた。その後、江口の周りでは不幸が次々と起きた。精神的にも参り、離職、離婚を経て、江口はさびれた解体業者に再就職することに。
住み込みの寮もある三沢解体工業では若き寮母の藤子が働いていた。無感情で、けれども色気の漂う藤子は疲れた作業員の疲れを癒したが、社長である三沢の性的解消役でもあった。

## 登場人物

### 三沢解体工業
藤子
演 ‐ 星川凛々花
三沢解体工業社長の社員寮・寮母。謎多き女性。
りん
演 ‐ 玉木くるみ

江口
演 ‐ 安藤ヒロキオ
元不動産業者で現在作業員。ある物件で霊を目撃する。
ピンク映画という建前上、出演クレジットは4番手だが、事実上の主演。
三沢
演 ‐ 森羅万象
三沢解体工業社長。
岩木
演 ‐ ケイチャン
三沢解体工業作業員。趣味は競馬。関西弁で前科持ちの男。

### 江口の関係者
灯里
演 ‐ 並木塔子
江口の元嫁。
田村
演 ‐ 櫻井拓也
不動産会社社員。
内見の男
演 ‐ 佐々木狂介
家を探す30代の男。
みひろ
演 ‐ 長谷川千紗
カップルの女。
- エキストラ協力…松井理子、吉原麻貴、河合夕菜

## スタッフ
- 監督・脚本・編集：山内大輔
- 撮影監督：中尾正人
- 録音：大塚学
- 助監督：小関裕次郎
- ポスター：本田あきら
- 音楽・効果：project T&K、AKASAKA音効
- ラインプロデューサー：江尻 大
- 特殊メイクアップ・造形：土肥良成
- 特殊メイク・造形：戸塚美早紀
- 撮影助手：戸羽正憲、榮穰
- 制作部見習い：松野宏昭
- 仕上げ：東映ラボ・テック
- 制作：VOID FILMS
- 提供・配給：オーピー映画